# Дельвиг, Карл Борисович
Карл Борисович Дельвиг (11 апреля 1739 — 28 июня 1791, Выборг, Российская империя). — генерал-поручик, выборгский обер-комендант.

## Биография
Родился в 1739 году в семье барона Беренда Рейнгольда из немецкого рода Дельвигов. Вместе с отцом, получившим звание гофмаршала, находился на службе у герцога Гольштейн-Готторпского, в 1762 году ставшего императором России под именем Петра III.
Из голштинской службы в 1764 году принят на службу в российскую армию. Служил по военно-инженерному ведомству; в 1766 году получил чин полковника.
В 1769 году был в походе от Оренбурга до Таганрога, в укреплении которого принимал участие. Участник похода на Крым, состоявшегося в русско-турецкую войну 1768—1774 г. В 1773 году произведён в генерал-майоры, а в 1779 — в генерал-поручики. Обер-комендантом Выборга назначен 24 ноября 1780 года. В условиях обострения русско-шведских отношений уделял большое внимание мерам по укреплению фортификационных сооружений в Выборге, особенно крепости Кроне-Санкт-Анна. За десятилетие его командования городом-крепостью земельные владения, принадлежавшие военному ведомству, значительно расширились, составив почти три четверти городской территории и пригородов.